# Dzierżenie
Dzierżenie – w terminologii prawniczej – rodzaj władztwa faktycznego nad rzeczą wykonywanego przez dzierżyciela. Dzierżycielem, zgodnie z art. 338 Kodeksu cywilnego, jest ten, kto faktycznie włada rzeczą za kogo innego. Dzierżenie polega więc na faktycznym władztwie nad rzeczą – i w tym podobne jest do posiadania. Od posiadania odróżnia je element woli (animus), ponieważ ukierunkowanie woli dzierżyciela (zwanej animus possidendi pro alieno lub animus detendi) jest inne niż w przypadku posiadacza; różnica sprowadza się do tego, że dzierżyciel włada rzeczą nie dla siebie (jak to czyni posiadacz), ale dla (w interesie) innej osoby.
W Polsce dzierżenie, w przeciwieństwie do posiadania, co do zasady nie korzysta z ochrony sądowej, ale dopuszczalna jest ochrona własna dzierżenia, przybierająca postać samopomocy i obrony koniecznej. Ochronę sądową dzierżenia przewiduje np. prawo francuskie.
Dzierżycielami są na przykład rodzice sprawujący zarząd rzeczami wchodzącymi w skład majątku dziecka, przechowawca sprawujący pieczę nad przechowywanymi rzeczami, przewoźnik działający w ramach umowy przewozu rzeczy, prowadzący cudze sprawy bez zlecenia, uczciwy znalazca.
Przepisy o posiadaniu i dzierżeniu oraz ochronie posiadania i dzierżenia stosuje się odpowiednio do zwierząt.